# Dtv Verlagsgesellschaft
Die dtv Verlagsgesellschaft mbH und Co. KG (dtv) ist ein deutscher Publikumsverlag mit Sitz in München. Sie wurde 1960 unter dem Namen Deutscher Taschenbuch Verlag GmbH & Co. KG als gemeinsamer Taschenbuchverlag von elf Verlagen gegründet. Seit 1996 verlegt dtv zunehmend Original- und Erstausgaben sowie seit 2012 ein eigenes Hardcover-Programm. 2013 betrug der Umsatz des Unternehmens mit 112 Mitarbeitern 62 Mio. Euro, wobei jährlich ca. 500 Neuerscheinungen bei rund 7000 lieferbaren Titeln (inkl. E-Books) herauskommen. Die Umfirmierung von Deutscher Taschenbuch Verlag GmbH & Co. KG zu dtv Verlagsgesellschaft mbH & Co. KG erfolgte im Juni 2015.

## Gründung
Die Gründung ging auf Joseph Caspar Witsch zurück, der zehn seiner Kollegen der „Bücher der Neunzehn“ für eine gemeinsame Taschenbuchreihe gewinnen konnte. Die Vereinigung stellte zunächst eine Art Rechte-Verwertungsgesellschaft dar, die ausschließlich die Bücher der beigetretenen Verlage herausgeben sollte. Am 30. November 1960 erfolgte die Eintragung der Firma ins Handelsregister; vorläufiger Geschäftsführer wurde Curt Vinz. Am 15. Januar 1961 nahm der Verlag offiziell seine Tätigkeit auf und stand jetzt unter der Leitung Heinz Friedrichs. Friedrich war der damalige Programmdirektor von Radio Bremen und von 1956 bis 1959 Cheflektor der Fischer-Bücherei. Bald wurden Lizenzen aus anderen Verlagen, die nicht zum Kreis der Gesellschaft gehörten, hinzugenommen, und eine eigene Produktion begann. Für die Ausstattung der Bücher war der Schweizer Grafiker Celestino Piatti verantwortlich, der ein einheitliches typografisches und grafisches Erscheinungsbild entwarf.

Beispiel für Celestino Piattis Covergestaltung

Zu den Gesellschaftern des Vertrages gehörten die Verlage Artemis, Beck/Biederstein, Deutsche Verlags-Anstalt, Hanser, Hegner, Insel, Kiepenheuer & Witsch, Kösel, Nymphenburger, Piper und Walter. Außerdem wurde Heinz Friedrich als Teilhaber aufgeführt.
Als erster Titel erschien 1961 Heinrich Bölls Irisches Tagebuch und ist seitdem ununterbrochen als dtv-Nummer 1 lieferbar. Weitere Titel des Startjahres waren Karl Jaspers Die Atombombe und die Zukunft des Menschen sowie Friedrich Sieburgs Nur für Leser. Die Umschlaggestaltung erregte Aufsehen, da Piatti die dtv-Bände entgegen den üblichen bunten Taschenbuchausstattungen in strahlendem Weiß präsentierte und jeweils ein individuelles Bild für den Titel verwendete. Des Weiteren benutzte er als Schrift die Akzidenz-Grotesk in rechtsbündigem Flattersatz. Celestino Piatti gestaltete bis zu seinem altersbedingten Ausscheiden aus dem Verlag 1993 rund 6000 dtv-Umschläge.

## Das Verlagsprogramm
Richtungsweisend für den Verlag waren Editionen wie die erste Goethe-Ausgabe im Taschenbuch, die Kritische Nietzsche-Werkausgabe und das Deutsche Wörterbuch der Brüder Grimm. Für die deutschsprachige Gegenwartsliteratur stehen im Programm u. a. Heinrich Böll, Günter Grass, Siegfried Lenz, Uwe Timm, Angelika Schrobsdorff, Erich Loest, Rafael Seligmann, Christian Kracht, Antje Rávic Strubel, Christopher Kloeble, Wolf Wondratschek, Thomas Glavinic, Ulrich Woelk und Judith Zander. Die internationale Literatur ist mit den Taschenbuchausgaben von Autoren wie Umberto Eco, T. C. Boyle, Michael Ondaatje, Henning Mankell, J. R. R. Tolkien und deutschen Erstausgaben von Stimmen wie John Williams, Graham Swift, Eshkol Nevo, Mira Magén oder auch Ha Jin vertreten. Auch Julia Franck, Maxim Biller, Javier Marías, Milan Kundera, Andreas Kollender und António Lobo Antunes waren über einige Jahre hinweg mit mehreren Titeln im Programm zu finden.
Das Sachbuchprogramm mit Veröffentlichungen zu gesellschaftlichen, literarischen, (kultur)geschichtlichen (siehe etwa: Deutsche Geschichte der neuesten Zeit vom 19. Jahrhundert bis zur Gegenwart) und politischen Themen, Ratgebern und Nachschlagewerken zählt u. a. Daniel Goleman, Marcel Reich-Ranicki, Ian Kershaw, Wolfgang Benz, Verena Kast, Hildegard Hamm-Brücher und Marianne Koch zu seinen Autoren. Auch mehrfarbige Bildbände wie etwa André Hellers Bilderleben erscheinen bei dtv.
Bei dtv premium werden seit 1996 broschierte Original- und Erstausgaben aus den Bereichen Belletristik und Sachbuch im größeren Format vorgestellt. 2012 startete das Hardcoverprogramm dtv Hardcover mit Rita Falks Roman Hannes und Jussi Adler-Olsens Thriller Verachtung. 2014 wurde das Label dtvDIGITAL gegründet, um die E-Book-Aktivitäten des Verlags zusammenzufassen.

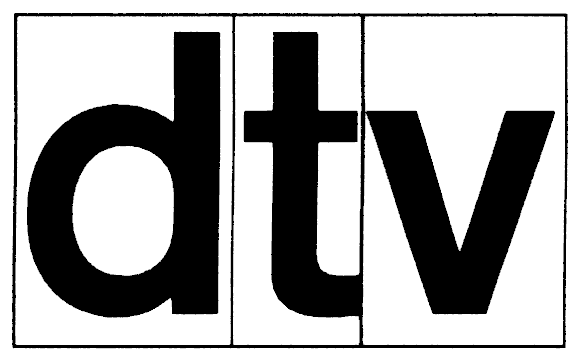
Das alte Logo (bis 1996/97)

Bereits im Gründungsjahr erschien die erste Reihe des Hauses, die dtv dokumente, deren erster Band Das Urteil von Nürnberg 1946 wurde. In der Serie sollten Dokumente zur Historie und Zeitgeschichte sowie zur Kunst, Literatur und Geistesgeschichte mit authentischen Texten herausgegeben werden. In den sechziger Jahren kam es zu weiteren Serien wie dtv sachbuch, dtv kunst und die Wissenschaftliche Reihe (ab 1979 dtv wissenschaft). Gesamtausgaben von Schriftstellern wie Goethe, Schiller oder auch Büchner erschienen, und mit der Folge dtv weltliteratur kamen ab 1975 die so genannten „Dünndruck-Ausgaben“ auf den Markt. Nur durch die Verwendung von Dünndruckpapier konnten umfangreichere Werke wie Grimmelshausens Simplicissimus oder Romane von Dostojewski publiziert werden.
Bis heute haben sich einige Reihen der frühen Jahre erhalten, wie die 1973 aufgenommene Serie dtv zweisprachig und die 1977 gegründete Folge dtv großdruck. Letztere beinhaltet eine Auswahl von dtv-Titeln, die ungekürzt in einer augenfreundlichen „Garamond 12 Punkt“ erscheinen und vornehmlich für ältere und sehbehinderte Menschen gedacht sind. Ferner haben sich die Serien der Nachschlagewerke und Atlanten von den frühen sechziger Jahren bis heute behaupten können und bilden damit einen wichtigen Sektor im Verlagsprogramm.
Das Design wurde in den Jahren 1996/1997 neu gestaltet. Damals erschienen auch die ersten Bände der Reihe dtv premium.

## Die Verlagsreihen

### Nachschlagewerke und Atlanten

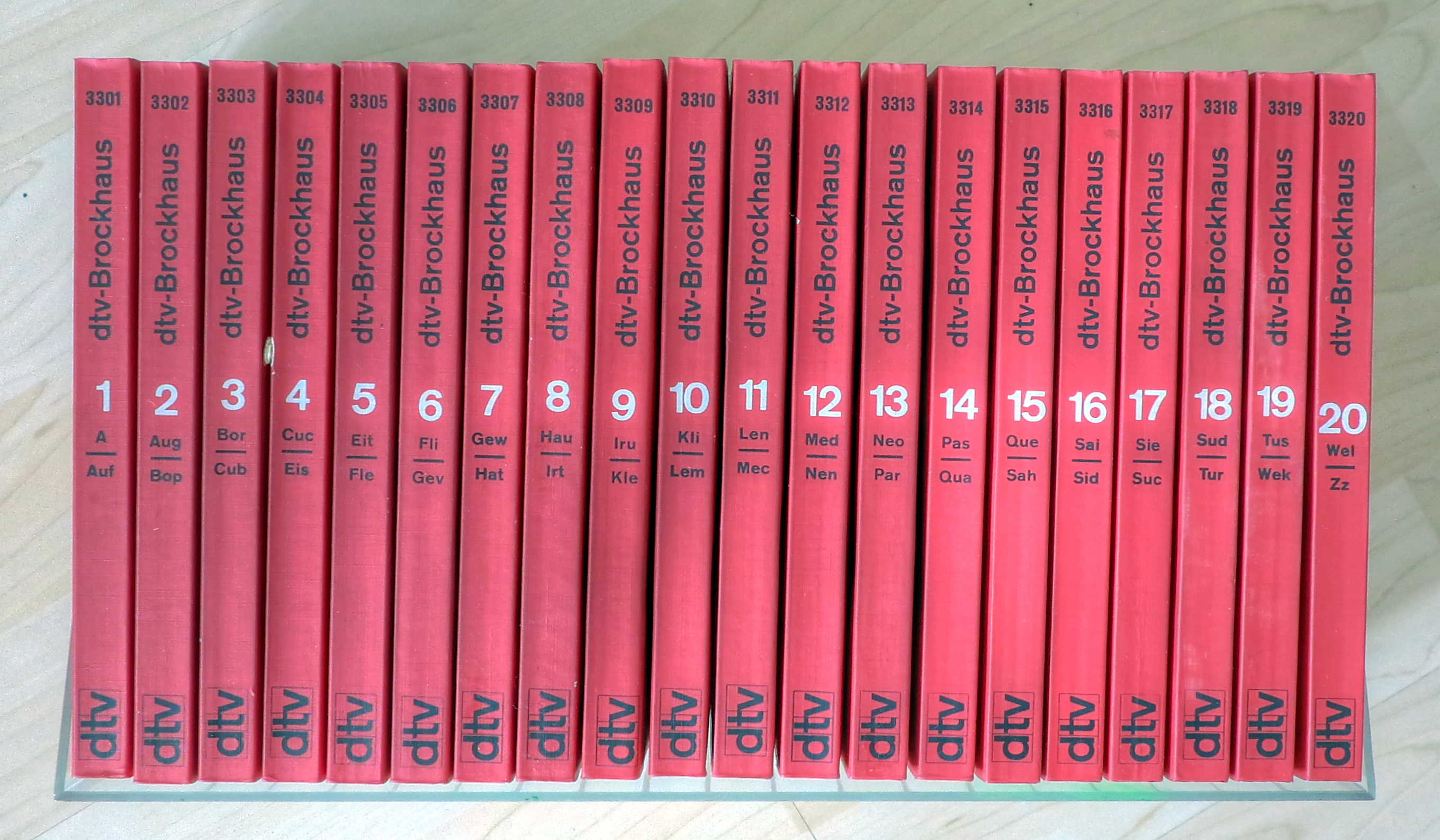
dtv-Brockhaus

Bereits 1962 brachte der Verlag Daten deutscher Dichtung von Herbert A. Frenzel und Elisabeth Frenzel heraus, dem weitere Bücher zur amerikanischen, englischen und französischen Literatur folgten. Zwei bzw. vier Jahre später erschien das erfolgreichste Buch des dtv überhaupt; der dtv-Atlas zur Weltgeschichte von Hilgemann und Kinder. Weitere Bände der Buchreihe Dtv-Atlas, unter anderem zur Biologie, Astronomie, Atomphysik, Baukunst und Musik, folgten. 1980 konzipierte der Verlag in Zusammenarbeit mit Georg Westermann in Braunschweig den Taschenatlas der Welt, womit dtv erstmals die Herausgabe eines „richtigen“ Atlas gelang. Neben Atlanten publiziert das Haus Spezial-Wörterbücher und -Lexika. Häufig werden Lizenzen etablierter Verlage erworben, wodurch u. a. die Reihe dtv-Lexikon entstand. Die Serie wurde auf der Grundlage der Brockhaus Enzyklopädie entworfen.

### dtv junior

Logo: dtv junior

Das Kinder- und Jugendbuchprogramm gliedert sich in die beiden Bereiche dtv junior und dtv Reihe Hanser. dtv junior startete im Frühjahr 1971 mit zehn Bänden. Gründerin und bis 1990 Leiterin war Maria Friedrich, heute wird der Verlagsbereich von Susanne Stark geleitet. dtv junior bietet Lektüre für alle Altersklassen, vom Lesebär für Erstleser bis zu dtv pocket für Jugendliche und junge Erwachsene. Autoren wie David Almond, Josef Guggenmos, Astrid Lindgren, Dagmar Geisler, Tilde Michels, Margaret Peterson Haddix, Hans Dieter Stöver, J. R. R. Tolkien, Renate Welsh, Erwin Grosche, Hans Peter Richter und Evan Kuhlman sind vertreten.

### dtv Reihe Hanser
Seit 1999 ergänzt die dtv Reihe Hanser das Kinder- und Jugendbuchprogramm. Sie bietet Bücher des Kinderbuchprogramms des Carl Hanser Verlags sowie eigene Erstausgaben. Erster Band war die Taschenbuchausgabe von Jostein Gaarders Bestseller Sofies Welt. Weitere dtv Reihe Hanser-Autoren sind u. a. Rafik Schami, David Grossman, Franz Hohler, Louis Sachar, Mats Wahl, Elke Heidenreich und Gerhard Staguhn.

### Beck-Texte im dtv
In der Reihe der Beck-Texte im dtv erscheinen gebundene Ausgaben zahlreicher ansonsten vor allem in Loseblattsammlungen wie Habersack und Sartorius erhältlichen Gesetzestexte. Um den zahlreichen Gesetzesänderungen Rechnung zu tragen, erscheinen vielfach jährlich, teilweise auch häufiger aktualisierte Neuauflagen.

### Beck-Rechtsberater im dtv
In dieser Reihe erscheinen Ratgeber zu alltäglichen Rechtsthemen, die sich vor allem an juristische Laien richten.

## Gesellschafter des dtv
Gesellschafter des dtv sind bzw. waren folgende Unternehmen:

### Aktuelle Gesellschafter
- Verlag C. H. Beck, München (21 % Gesellschafteranteil)
- Ganske-Verlagsgruppe, Hamburg (40,5 %)
- Carl Hanser Verlag, München (21 %)
- Oetinger Taschenbuch GmbH, Hamburg (16,3 %)[7]

- Die dtv GmbH selbst hält 1,2 % der Gesellschafteranteile.

### Ausgeschiedene Gesellschafter
- Artemis Verlag
- Deutsche Verlags-Anstalt, Stuttgart/München
- Jakob Hegner Verlag, Köln
- Insel Verlag
- Klett-Cotta
- Kiepenheuer & Witsch
- Kösel-Verlag, München
- LVM Lexikon Verlag München GmbH (zu Ganske)
- Nymphenburger Verlagshandlung
- Piper Verlag
- Walter Verlag

### Folgen des Gesellschaftermodells
Ursprünglich gaben die beteiligten Verlage viele ihrer Hardcover-Titel als Taschenbuch bei dtv heraus. Die meisten der ehemaligen Gesellschafter mussten ausscheiden, weil sie eigene Taschenbuchreihen begründeten und damit in Konflikt mit dem Gesellschaftervertrag gekommen wären, beispielsweise Insel, Kiepenheuer & Witsch oder Piper. Andere, wie C. H. Beck und Oetinger, sind trotz eigener TB-Programme Gesellschafter geblieben.

## Die dtv-Verleger
- 1960 bis 1990: Heinz Friedrich
- 1990 bis 1995: Wolfram Göbel
- 1996 bis 2015: Wolfgang Balk[9]
- 2016 bis 2020: Claudia Baumhöver
- seit 1. August 2020: Barbara Laugwitz[10]